# Eleições estaduais em Mato Grosso em 1982
As eleições estaduais em Mato Grosso em 1982 ocorreram em 15 de novembro como parte das eleições gerais em 23 estados brasileiros e nos territórios federais do Amapá e Roraima. Num pleito marcado pela adoção do voto vinculado, da sublegenda e da proibição de coligações, o PDS elegeu o governador Júlio Campos, o vice-governador Vilmar Peres de Faria e o senador Roberto Campos, além da maioria dos oito deputados federais e vinte e quatro estaduais eleitos. Foi também a última vez onde mato-grossenses domiciliados no Distrito Federal tiveram seus votos remetidos ao Mato Grosso através de urnas especiais e a primeira eleição direta para o Palácio Paiaguás desde 1965, quando aconteceu o triunfo de Pedro Pedrossian.
Diplomado em Agronomia pela Universidade Estadual Paulista em 1969, o governador Júlio Campos foi Secretário Municipal de Viação e Obras Públicas em Várzea Grande, professor na Universidade Federal de Mato Grosso e é empresário. Sua primeira filiação partidária foi ao PSD, contudo sua primeira vitória eleitoral aconteceu na ARENA ao conquistar a prefeitura de Várzea Grande em 1972 e pela mesma legenda foi eleito deputado federal em 1978 e encerrado o bipartidarismo ingressou no PDS. Diferente do ocorrido na era dos governadores biônicos, a vitória do partido governista foi conquistada por estreita margem graças ao crescimento do PMDB que uniu oposicionistas de origem e dissidentes do poder enquanto os aspirantes de esquerda sequer chegaram a meio por cento dos votos.
Nascido em Cuiabá e formado em Filosofia e Teologia na época que morava em Minas Gerais, Roberto Campos ingressou no Itamaraty por concurso público em 1939, sendo transferido para os Estados Unidos onde se diplomou em Economia pela Universidade George Washington com pós-graduação na Universidade de Columbia. Presente à Conferência de Bretton Woods que criou o Fundo Monetário Internacional, foi presidente do Banco Nacional de Desenvolvimento Econômico e Social (BNDES), embaixador em Washington no Governo João Goulart, Ministro do Planejamento no governo Castelo Branco e embaixador em Londres no Governo Ernesto Geisel.

## Resultado da eleição para governador
Segundo o Tribunal Superior Eleitoral houve 394.269 votos nominais (91,62%), 21.432 votos em branco (4,98%) e 14.609 votos nulos (3,40%), totalizando o comparecimento de 430.310 eleitores.
| Candidatos a governador do estado   | Candidatos a vice-governador | Número | Coligação            | Votação | Percentual |
| ----------------------------------- | ---------------------------- | ------ | -------------------- | ------- | ---------- |
| Júlio Campos PDS                    | Wilmar Peres de Faria PDS    | 1      | PDS (sem coligação)  | 203.605 | 51,64%     |
| Raimundo Pombo PMDB                 | Louremberg Nunes Rocha PMDB  | 5      | PMDB (sem coligação) | 188.878 | 47,91%     |
| Anacleto Ciocari PDT                | Olímpio Arruda PDT           | 2      | PDT (sem coligação)  | 899     | 0,23%      |
| João Antônio Cabral de Monlevade PT | Dafne Ferreira da Silva PT   | 3      | PT (sem coligação)   | 887     | 0,22%      |
| Fontes:                             |                              |        |                      |         |            |

## Resultado da eleição para senador
Segundo o Tribunal Superior Eleitoral houve 378.892 votos nominais (88,05%), 32.887 votos em branco (7,64%) e 18.531 votos nulos (4,31%), totalizando o comparecimento de 430.310 eleitores.
| Candidatos a senador da República     | Candidatos a suplente de senador                             | Número | Coligação            | Votação | Percentual |
| ------------------------------------- | ------------------------------------------------------------ | ------ | -------------------- | ------- | ---------- |
| Roberto Campos PDS                    | -                                                            | 10     | PDS (em sublegenda)  | 147.203 | 38,85%     |
| José Garcia Neto PMDB                 | Aecim Tocantins PMDB                                         | 50     | PMDB (em sublegenda) | 106.734 | 28,17%     |
| Vicente Bezerra Neto PMDB             | Deuslírio Ferreira PMDB                                      | 52     | PMDB (em sublegenda) | 71.850  | 18,96%     |
| Gabriel Novis Neves PDS               | -                                                            | 11     | PDS (em sublegenda)  | 51.163  | 13,50%     |
| Astério Lacerda de Melo Franco PT     | Manoel Pombal do Espírito Santo PT Josefa Maria Gonçalves PT | 30     | PT (sem coligação)   | 847     | 0,23%      |
| Edvaldo Valeriano de Campos Filho PDT | Orlando Frizzo PDT -                                         | 20     | PDT (sem coligação)  | 830     | 0,22%      |
| Vicente Vuolo PDS                     | [ nota 3 ] [ 10 ] [ nota 4 ] [ 11 ]                          | -      | PDS (em sublegenda)  | 265     | 0,07%      |
| Fontes:                               |                                                              |        |                      |         |            |

## Deputados federais eleitos
São relacionados os candidatos eleitos com informações complementares da Câmara dos Deputados.

Representação eleita
  PDS: 4
  PMDB: 4

| Deputados federais eleitos | Partido | Votação | Percentual | Cidade onde nasceu        | Unidade federativa |
| Bento Porto                | PDS     | 57.958  |            | Poxoréu                   | Mato Grosso        |
| Gilson de Barros           | PMDB    | 41.931  |            | Cuiabá                    | Mato Grosso        |
| Jonas Pinheiro             | PDS     | 35.069  |            | Santo Antônio de Leverger | Mato Grosso        |
| Maçao Tadano               | PDS     | 24.595  |            | Cornélio Procópio         | Paraná             |
| Cristino Cortes            | PDS     | 24.074  |            | Barra do Garças           | Mato Grosso        |
| Dante de Oliveira          | PMDB    | 22.474  |            | Cuiabá                    | Mato Grosso        |
| Márcio Lacerda             | PMDB    | 20.883  |            | Corumbá                   | Mato Grosso do Sul |
| Milton Figueiredo          | PMDB    | 17.663  |            | Barão de Melgaço          | Mato Grosso        |
| Fontes:                    |         |         |            |                           |                    |

## Deputados estaduais eleitos
Das 24 cadeiras da Assembleia Legislativa de Mato Grosso o PDS superou o PMDB pela contagem de 13 a 11.

Representação eleita
  PDS: 13
  PMDB: 11

Fonteː
| Deputados estaduais eleitos         | Partido | Votação | Percentual | Cidade onde nasceu          | Unidade federativa |
| Ary Leite de Campos                 | PDS     | 16.045  |            | Várzea Grande               | Mato Grosso        |
| Osvaldo Sobrinho                    | PMDB    | 15.411  |            | Pirapozinho                 | São Paulo          |
| Benedito Alves Ferraz               | PDS     | 14.951  |            | Cuiabá                      | Mato Grosso        |
| Oscar Ribeiro                       | PDS     | 14.002  |            | Santo Antônio de Leverger   | Mato Grosso        |
| Rodrigues Palma                     | PMDB    | 13.547  |            | Cuiabá                      | Mato Grosso        |
| Zanete Cardinal                     | PDS     | 12.748  |            | Bossoroca                   | Rio Grande do Sul  |
| Ricardo Corrêa                      | PDS     | 10.716  |            | Uberlândia                  | Minas Gerais       |
| Joaquim Sucena                      | PMDB    | 9.487   |            | São José do Rio Preto       | São Paulo          |
| Benedito Santiago                   | PDS     | 9.157   |            | Cuiabá                      | Mato Grosso        |
| Ernani Martins                      | PMDB    | 8.303   |            | Cáceres                     | Mato Grosso        |
| Ubiratan Spinelli                   | PDS     | 8.283   |            | Poxoréu                     | Mato Grosso        |
| Djalma Carneiro da Rocha            | PDS     | 8.173   |            | Formoso                     | Minas Gerais       |
| Pedro Rodrigues de Lima             | PDS     | 7.348   |            | Cuiabá                      | Mato Grosso        |
| Roberto França                      | PMDB    | 6.999   |            | Cuiabá                      | Mato Grosso        |
| Evaristo Roberto Vieira Cruz        | PDS     | 6.860   |            | Sereno de Cataguases        | Minas Gerais       |
| Antônio Ferreira Neto               | PMDB    | 6.693   |            | Recife                      | Pernambuco         |
| João Bosco da Silva                 | PMDB    | 6.668   |            | Nossa Senhora do Livramento | Mato Grosso        |
| Antônio Alberto Schommer            | PDS     | 6.354   |            | Tupanciretã                 | Rio Grande do Sul  |
| Walter Fernandes Fidelis            | PMDB    | 6.252   |            | Cáceres                     | Mato Grosso        |
| Kazuhu Kazu Sano                    | PMDB    | 6.240   |            | Bauru                       | São Paulo          |
| Kikuo Ninomiya Miguel               | PDS     | 6.053   |            | Lins                        | São Paulo          |
| Antônio Francisco Monteiro da Silva | PDS     | 5.911   |            | Nossa Senhora do Livramento | Mato Grosso        |
| Samuel Greve                        | PMDB    | 5.604   |            | Mirassol d'Oeste            | Mato Grosso        |
| Luiz Antônio Vitório Soares         | PMDB    | 5.342   |            | Alto Garças                 | Mato Grosso        |
| Fontes:                             |         |         |            |                             |                    |

## Eleições municipais
Não houve eleições para prefeito em Cuiabá por força do Ato Institucional Número Três e em Aripuanã, Cáceres, Mirassol d'Oeste e Vila Bela da Santíssima Trindade os prefeitos também eram nomeados. Nas demais cidades o pleito municipal ocorreu em todos os níveis.

## Relatos de fraude
Em 2020, documentos até então sigilosos do Serviço Nacional de Informações detalharam as acusações de fraude no pleito, em 26 de novembro, Celso Mendes Quintela, rival do irmão de Júlio na disputa pela prefeitura de Várzea Grande, Jayme Campos e que estava desempenhando um papel fundamental na busca por provas da alegada fraude, foi assassinado em um crime aparentemente político. No dia seguinte o PMDB realizou uma representação na 1ª Zona Eleitoral de Cuiabá, solicitando a anulação do pleito, “alegando ter sido, este, viciado, fraudulento e corrupto". As acusações de fraude ganharam força a partir do relato de órgãos da imprensa de urnas encontradas boiando no Rio Cuiabá.
A morte de Quintela fez com que pairasse um ar de medo e silêncio no estado, um militante do PMDB na época relatou: “Eu me lembro muito bem que, logo depois da morte do Quintela, fomos procurar o padre Raimundo Pombo para protestarmos e ele, religioso que era, pediu que desistíssemos, me falou ‘esqueça esta história, meu filho’, acho que ele estava com medo” Em janeiro de 1983 houve um ato no Centro de Cuiabá convocado por lideranças do PMDB solicitando novas eleições. Segundo o partido, existiam provas incontestáveis de "menores votando, titulos falsificados, individuos votando duas, três, oito ou mais vezes (...) Só na 1ª Zona Eleitoral a incidência do crime ultrapassa a mais de trinta e um mil votos falsos.".
Porém, com o tempo, tal movimento foi perdendo força, as investigações não avançaram e só em 1986, Márcio Roberto Tenuta França e Laury San Martin da Paixão, acusados de comporem um “Esquadrão da Morte” que, segundo os próprios acusados, era liderado pelo governador Júlio Campos, declararam que tal crime havia sido encomendado pela família Campos pois Quintela estava ativamente buscando provas da alegada fraude eleitoral, porém, recusaram matar Quintela e então coube a outra pessoa realizar a tarefa.

Apenas em 2001, Daniel Germano Gonçalves, que supostamente teria aceito a tarefa, foi absolvido por júri popular, porém, em 2003, ele foi condenado a cumprir pena em regime semiaberto após a Justiça determinar novo julgamento.